# František Weyr

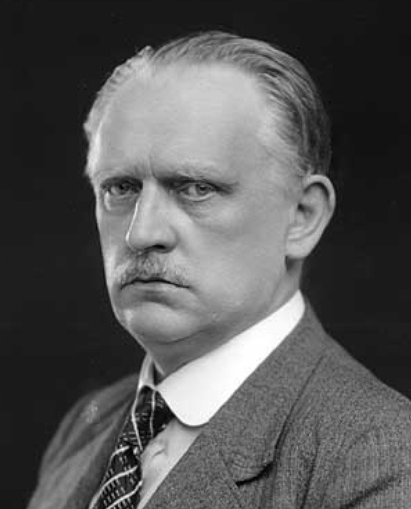
František Weyr

František Weyr (* 25. April 1879 in Wien; † 29. Juni 1951 in Brünn) war ein tschechoslowakischer Soziologe, Philosoph und Rechtswissenschaftler; er war einer der Mitbegründer der juristischen Fakultät der Masaryk-Universität in Brünn, deren Rektor er einige Jahre lang war. Er war der wichtigste Vertreter der Brünner normativistischen Rechtstheorie. Weyr war auch Abgeordneter der tschechoslowakischen Nationalversammlung.

## Leben
Nach dem Besuch der Gymnasien in Wien und Prag (Abitur 1899) studierte er Jura an der Karls-Universität in Prag, das Studium hat er 1904 beendet (JUDr. 1908). Danach arbeitete er unter anderem als Statistiker im Statistischen Amt, wo er an umfangreichen empirischen soziologischen Untersuchungen beteiligt war. 1918 wurde František Weyr für die nationaldemokratische Partei (Československá národní demokracie) in die Nationalversammlung gewählt und beteiligte sich an der Ausarbeitung der neuen Verfassung. Weyr war bis 1920 Mitglied der Nationalversammlung. Von 1920 bis 1929 leitete er das Staatliche Statistikamt der Tschechoslowakei. Ab 1921 hielt er Vorlesungen an der Masaryk-Universität, er wurde dort zweimal zum Dekan und einmal zum Rektor gewählt.
In der Zeit des Protektorats Böhmen und Mähren befand sich Weyr „unter Aufsicht“ der Protektoratsbehörden. Nach 1945 kehrte er an die Fakultät zurück, er musste sie jedoch aus politischen Gründen nach der kommunistischen Machtergreifung 1948 verlassen.

## František Weyr als Soziologe
Zu Weyrs wissenschaftlichen Interessen zählten Rechtsphilosophie, Verfassungs- und Verwaltungsrecht, internationales Recht und teilweise auch die Statistik. Er beschäftigte sich mit der soziologischen Methodologie, seine Theorien veröffentlichte er 1927 in O metodě sociologické (Von der Methode der Soziologie), die stark besprochen wurde. Er arbeitete mit Karel Engliš eng zusammen.
František Weyr war Mitglied in einer Reihe von wissenschaftlichen Gesellschaften, darunter International Statistical Institute (in Den Haag), Comité International d’Histoire Constitutionelle (in Paris), Československá statistická společnost (ČStS, Tschechoslowakische statistische Gesellschaft), Tschechoslowakische Akademie der Wissenschaften usw.

## Werke (Auswahl)
- Rakouské právo veřejné, Spolek posl. zemědělského inženýrství, o. O., 1910
- Základy filosofie právní, A. Píša, Brünn 1920
- Soustava československého práva státního, Barvič a Novotný, Brünn 1921
- Teorie práva, Orbis,  Brünn / Prag 1936
- Československé právo ústavní, Melantrich, Prag 1937